# Semàntica cognitiva
La semàntica cognitiva és un camp d'estudi de la lingüística cognitiva que tracta el concepte de significat de les expressions d'una llengua i com s'articula dins la ment, tant de l'emissor com del receptor. Un mot o expressió té un significat o sentit que es compon de diversos trets, que excedeixen la simple definició de diccionari. Aquests trets activen paraules properes en el mapa mental o categoria semàntica i són indispensables per a comprendre el mot d'origen.
Per exemple, per comprendre el sentit de «gos» no és suficient saber que es tracta d'un mamífer domèstic. La paraula està dins la categoria mental dels animals (i per tant s'activen altres mots propers com "gat" per descodificar expressions de l'estil "portar-se com gat i gos"), però suggereix també fidelitat o por, segons la connotació de cada persona. Probablement, s'activin també mots com "casa" (és un animal que guarda la casa) i d'altres. Aquestes activacions permeten una resposta àmplia davant d'un context determinat, fent inferències i omplint buits d'informació dels enunciats efectivament intercanviats.
Segons la teoria del prototipus, cada mot és el centre d'una xarxa de relacions semàntiques que s'activen amb intensitat decreixent segons la distància del nucli central. Aquestes xarxes estan compartides en més d'un 80% entre parlants d'un mateix idioma, que associen connotacions culturals i coneixement enciclopèdic o cultural a la definició pura (anomenada base per Ronald Langacker). Algunes associacions, però, són totalment subjectives.
Quan un individu entra en contacte amb una frase, analitza les paraules que la componen i les relacions sintàctiques que s'estableixen entre aquestes per activar un determinat marc de comprensió (en termes de Charles J. Fillmore), és a dir, per mantenir en alerta totes les categories cognitives que es puguin relacionar amb els mots d'aquella oració, amb les xarxes de relació i connotació que requereixin. Activa, al mateix temps, una simulació mental del que està representant la frase.
Aplicar la semàntica cognitiva implica estudiar cada mot en context i tenir en compte l'estructura de la ment, per poder adonar-se de fenòmens complexos com la metàfora o determinades inferències que es duen a terme en una conversa.